# 朱同鉣
堵陽安僖王朱同鉣（1462年—1544年），明朝周藩第一代堵陽王，周懿王朱子埅的庶第六子，明太祖朱元璋玄孙。

## 生平
成化三年（1467年）七月，獲賜名同鉣。成化七年（1471年）二月，封堵陽王。朱同鉣因久疾纏身，自受封以來並未建造府第。弘治十六年（1503年），朱同鉣痊愈，河南布政司方為之請命建造府第。嘉靖九年（1530年），朱同鉣因年逾七十，獲賜玺书及羊酒币帛。
嘉靖二十三年（1544年）九月，朱同鉣去世，享年八十三歲，諡安僖。庶長子鎮國將軍朱安㶠、庶長孫輔國將軍朱睦檯皆先卒，曾孫朱勤炈在三年後襲爵。

## 家庭

### 妻
- 郭氏，南城兵馬副指揮郭文女，成化九年（1473年）冊為堵陽王妃[8]

### 子
- 庶長子：鎮國將軍→堵陽榮憲王（追封）朱安㶠
- 庶第二子：鎮國將軍朱安𣲲
- 庶第三子：鎮國將軍朱安洤
- 庶第四子：鎮國將軍朱安溪[9]